# Nimrud
Nimrud (arabsko كال) je kasnejše arabsko ime za starodavno asirsko mesto Kalhu, ki je bilo južno od reke Tigris v severni Mezopotamiji. Arheologi imenuje mesto Nimrud po svetopisemskem Nimrodu, legendarnem lovskem junaku (glej 1Mz 10,8-9, 1 Krn 1,10, Micah 05:06). 
Mesto ima površino 360 hektarjev. Ruševine mesta so en kilometer od današnje asirske vasi Noomanea v provinci Ninive, v Iraku. To je približno 30 kilometrov jugovzhodno od Mosula.

## Zgodovina
Asirski kralj Šalmaneser I. (1274 - 1245 pr. n. št.) je zgradil Kalhu (Calah/Nimrud) v času srednjeasirskega imperija. Vendar pa je starodavno mesto Ašur ostalo asirsko glavno mesto, kot je bilo že od okoli leta 2500 pred našim štetjem.
Številni zgodovinarji, kot je Julian Jaynes, verjamejo, da se biblijska slika Nimroda (od katerega je bil izpeljan veliko pozneje arabski izraz za mesto) zgleduje po dejanjih resničnega asirskega kralja Tukulti-Ninurta I. (1244 - 1207 pr. n. št.), sina Šalmaneserja I. in mogočnega osvajalca. Drugi verjamejo, da ime izhaja od asirskih boga Ninurta, ki je imel velik kultni center v Kalhu/Nimrud.
Mesto je zaslovelo, ko ga je kralj Ašurnasirpal II. iz novoasirskega cesarstva (883 - 859 pr. n. št.) naredil za glavno mesto namesto Ašurja. Zgradil je veliko palačo in templje, ki so bili v slabem stanju, v času od sredine 11. do sredine 10. stoletja pred našim štetjem.
Velika otvoritvena slovesnost s prazničnimi prireditvami in obilnimi pojedinami le bila 879 pred našim štetjem, kar je opisano na steli, ki so jo odkrili med arheološkimi izkopavanji. Mesto je v času kralja Ašurnasirpala II. morda imelo okoli 100.000 prebivalcev, imelo je botanični vrt in živalski vrt. Njegov sin, Šalmaneser III. (858 - 824 pred našim štetjem) je dal zgraditi spomenik znan kot Veliki Zigurat in pripadajoči tempelj.
Kalhu je ostal glavno mesto asirskega cesarstva med vladanjem: Šamsši-Adad V. (822 - 811 pr. n. št.), Adad-nirarija III. (810 - 782 pr. n. št.), kraljice Semiramda (810 - 806 pr. n. št.), Šalmaneserja IV. (782 - 773 pr. n. št.), Ašur-dana III. (772 - 755 pr. n. št.), Ašur-nirarija V. (754 - 746 pr. n. št.), Tiglat-Pileserja III. (745 - 727 pr. n. št.) in Šalmaneserja V. (726 - 723 pr. n. št.). Tiglat-Pileser III. je zlasti izvedel glavna gradbena dela v mestu, kot tudi uvedel vzhodno Aramejščino kot lingua franca imperija.
Vendar pa v letu 706 pr. n. št. Sargon II. (722 - 705 pr. n. št.) preseli prestolnico cesarstva v Dur-Šarukin in po njegovi smrti, Senaherib (705 - 681 pr. n. št.) jo preseli v Ninive. To ostaja glavno mesto in kraljevsko prebivališče, dokler ni bilo mesto v veliki meri uničeno med padcem asirskega imperija, ki so ga povzročili zavezniška nekdanja ljudstva Babilonci, Kaldejci, Medijci, Perzijci, Skiti in Kimerijci (med 616 in 605 pr. n. št.).
Governorat Ninive, v katerem ležijo ruševine Nimruda, je še vedno pomembno središče iraškega avtohtonega asirskega prebivalstva (zdaj izključno vzhodno aramejsko govoreči kristjani).
Ime Nimrud je bilo v zvezi z naseljem prvič uporabljeno v spisih Carsten Niebuhr, ki je bil v Mosulu marca 1760.

### Ašurnasirpal II.
Kralj Ašurnasirpal II., ki je vladal med 883 - 859 pred našim štetjem, je zgradil novo glavno mesto Nimrud. Na tisoče ljudi je gradilo 8,0 km dolgo obzidje, ki je obkrožalo mesto in Veliko palačo. Našli so veliko napisov v kamnu, vključno z enim, ki pravi: »palača iz lesa cedre, ciprese, brina, pušpana, murve, pistacije in tamariske, za moje kraljevsko stanovanje in za moj kraljevski užitek za vse večne čase, sem naredil tam. Pošasti iz gora in morij, izdelane iz belega apnenca in alabastra, stojijo na njenih vratih«. Napisi so bili tudi v palači. »Srebro, zlato, svinec, baker in železo, so izkopale moje roke iz dežele, ki sem jo prinesel pod mojo oblast, v velikih količinah sem in tam dano«. Napisi so opisovali tudi velika praznovanja v zvezi z njegovimi osvajanji. Njegove žrtve je navdajal z grozo. Besedilo pravi: »Mnogi ujetniki sem zajel in jih zažgal, velikim sem živim odrezal roke na zapestjih, drugim sem odrezal nos, ušesa in prste, ... veliko vojakom sem izkopal oči. Zažgal sem njihove mlade moške, ženske in otroke do smrti.« O osvojitvi v drugih poraženih mestih je napisal: »Jaz sem odiral plemstvo če so se uprli in razpel njihovo kožo na kole«. Te šok taktika je prinesla uspeh v letu 877 pr. n. št., ko je po pohodu na Sredozemlje napovedal »sem očistil svoje orožje v globokem morju in izvedel daritve ovc bogovom«.

### Šalmaneser III.
Kralja Ašurnasirpala sin, Šalmaneser III. (858 - 823 pr. n. št.), je nadaljeval, kjer je oče končal. 31 let od svoje 35-letne vladavine, je preživel v vojnah in osvajanjih. Bil je zelo krut vladar.
V Nimrudu je zgradil palačo, ki je močno presegala palačo njegovega očeta. Obsegala je površino okoli 12 hektarjev in imela več kot 200 sob.
Leta 828 pr. n. št. se mu je njegov sin uprl, pridružilo se mu je še 27 drugih asirskih mest, vključno Ninive in Ašur. Ta konflikt je trajal do leta 821 pr. n. št., še 3 leta po Šalmaneserjevi smrti, v času vladavine Šamši-Adada V. (822 - 811 pr. n. št.). 

## Arheologija
Lokacijo je prvi obiskal britanski popotnik Claudius James Rich in jo opisal leta 1820, tik pred smrtjo. Izkopavanja v Nimrudu je prvi izvedel Austen Henry Layard, delal je v letih 1845 - 1847 in od 1849 do 1851. Layard je verjel da je bilo mesto del Ninive in njegova izkopavanja so bila tako označena v publikaciji. Na tej točki je delo izročil Hormuzd Rassamu, Asircu, v 1853–54 in nato W. K. Loftusu leta 1854-1855.
Po George Smithu, ki je kratek čas delal na mestu leta 1873, se je Rassam tja vrnil 1877-1879. Nimrud je bil nedotaknjen že skoraj 60 let. Britanska šola za arheologijo v Iraku je pod vodstvom Maxa Mallowana nadaljevala kopanje na Nimrudu leta 1949. Delo se je nadaljevalo do leta 1963 z David Oates, ki je postal direktor leta 1958, sledil Julian Orchard leta 1963.
Nadaljnje delo je vodil Direktorat za antikvitete Republike Irak (1956, 1959-60, 1969-78 in 1982-92), Janusz Meuzynski (1974-1976), Paolo Fiorina (1987-1989) z Centro Ricerche Archeologiche e Scavi di Torino, ki se je osredotočil predvsem na Šalmaneserjevo trdnjavo, in John Curtis (1989). Po njegovi prezgodnji smrti leta 1974, je leta 1976 Janusz Meuszynski, direktor Polish Center for Mediterranean Archaeology, z dovoljenjem iraške ekipe za izkopavanje, vse filmsko dokumentiral - 35 mm dia film in 120 mm črno- beli film. Vsak relief, ki je ostal na kraju samem, kakor tudi prevrnjene, odlomljene, ki so bili razdeljeni v prostorih po vsem mestu, so fotografirali. Meuszynski je uredil skupaj z arhitektom Richard P. Sobolewskmi, da so ohranili stran in jo vrisali v tloris in v višino.
Izkopavanja so pokazala izjemne bas-reliefe, slonovino in skulpture. Kip Ašurnasirpala II. je bil v odličnem stanju, kot tudi ogromni krilati levi s človeškimi glavami, ki tehtajo med 10 in 30 t, vsak varuje vhod v palačo. Veliko število napisov, ki se ukvarjajo s kraljevanjem Ašurnasirpal II. je zagotovilo več podrobnosti o njem in njegovi vladavini, kot je znano o katerem koli drugem vladarju te dobe. Deli mesta so bili opredeljeni kot templji za boga Ninurta in Enlila, zgradbe dodeljene Nabuju, bogu pisanja in umetnosti, ter obsežne utrdbe.
Določili so palače Ašurnasirpala II., Šalmaneserja III. in Tiglat-Pileserja III. Slavni Črni obelisk Šalmaneserja III. je odkril Layard leta 1846. Layarda je podprl Hormuzd Rassam. Spomenik je visok 6,5 m in spominja na kraljevi zmagoviti pohod 859-824 pr. n. št. Oblikovan je kot tempelski stolp na vrhu, ki se končuje v treh stopnjah. Na eni plošči so Izraelci pod vodstvom kralja Jehu iz Izraela izkazujejo spoštovanje pred kraljem Šalmaneserjem III., ki je nazdravlja svojemu bogu. Besedilo v klinopisu na obelisku se glasi: "Jehu, sin Omrija" in omenja darila zlata, srebra, svinca in kopja.

## Zaklad iz Nimruda
Zaklad iz Nimruda odkrit pri izkopavanjih je zbirka 613 kosov zlatega nakita in dragih kamnov, ki je preživela zmešnjavo in plenjenje po invaziji na Irak leta 2003 v bančnem trezorju, kjer je bila pospravljena 12 let in je bila "ponovno odkrita" 5. junija 2003. 

## Grožnje Nimrudu
Različni spomeniki v Nimrudu so trenutno izpostavljeni težkim vremenskim razmeram iraškega podnebja. Pomanjkanje ustrezne zaščitne strešne kritine pomeni, da so starodavni reliefi, ki so ostali na mestu izpostavljeni eroziji vetra in peska in močnim sezonskim deževjem.